# Gonçalo Pires Bandeira
Gonçalo Pires Bandeira (Resende, São Martinho de Mouros / Besteiros (hoje Tondela), São Salvador de Castelãos ou Castelões, Vila de Rei - ?) foi Escudeiro e Cavaleiro Portugal.

## Origem
Elli Juzarte era um Saxão inglês de origem escocesa porem de Lencaster estado Anglo Saxão e também avô de Gonçalo Pires, o da Bandeira, dos Juzarte, Guzarte ou Lizard e nascido Gonçalo Pires Juzarte, filho de André Juzarte e de sua mulher Catarina Neto, irmã de Brás Neto, e neto paterno de Pedro ou João Rodrigues Juzarte, Estribeiro do Infante D. Pedro de Portugal, 2.º Duque de Coimbra, filho do Rei D. João I de Portugal, e de sua primeira mulher Catarina Anes da Veiga, filha de João Esteves da Veiga e de sua mulher D. Leonor Anes de Vasconcelos, mas tal não tem sido confirmado pelos estudiosos posteriores. Dele descendem os Condes de Avillez, os Viscondes dos Cidraes, entre outros.

## Biografia
Era Escudeiro de Gonçalo Vaz Pinto de Sousa, 2.º Senhor dos Municípios ou Freguesias: Ferreiros e Tendais; e Escudeiro Honrado da Casa do então Infante Herdeiro D. João de Portugal, que, mais tarde, reinou com o nome de D. João II de Portugal. Nessa qualidade, e sendo companheiro de Duarte de Almeida, o Decepado, na Batalha que D. Afonso V de Portugal teve em Toro contra a Soberana e o Soberano de Castela, D. Isabel I e D. Fernando V, que se deu a 1 de Março de 1476, não só combateu e se houve com grande valor como, estava já o Estandarte Real em poder dos Castelhanos, depois da horrorosa mutilação daquele valente guerreiro; foi quando Gonçalo Pires Juzarte se arrojou intrepidamente entre eles e conseguiu batalhar até recuperar a Bandeira Real do Rei de Portugal, tomada por um Cavaleiro Castelhano inimigo chamado de Sotomaior... feito praticado com grave risco da sua pessoa, o qual Gonçalo Pires Juzarte remeteu a ele, rompendo pelo Esquadrão Castelhano e tomou-lha das garras de Castela trazendo-a consigo e apresentando-a ao Infante, o Principe D. João.
Nesta façanha foi Gonçalo Pires coadjuvado por um outro combatente português, Diogo Gomes de Lemos, filho segundogênito do 1.º Senhor da Trofa.
Esta acção heróica e feito ilustre e outros bons e leais serviços que prestou à Coroa Portuguesa em África, na costa de Marrocos, mereceram-lhe que o Senhor Rei D. João II de Portugal, testemunha de vista de tão grande façanha e em recompensa deste feito de armas, depois de subido ao trono, o elevasse à Nobreza, o tirasse do conto plebeu e lhe desse carta de Armas Novas, alusivas ao feito que praticou, datada de 4 de Julho de 1483, e dando-lhe conjuntamente o apelido Bandeira, em comemoração do seu primeiro acto heróico, significando na Bandeira a Real do Reino de Portugal, que resgatara do poder do Cavaleiro Castelhano, e no leão o esforço com que nesta ação se avantajou, sendo o primeiro deste apelido que, supostamente largando o apelido Juzarte da sua varonia, mandando e ordenando o dito Rei que ele e os seus descendentes o usassem e ficassem usando, tomou o apelido de Bandeira, que supostamente juntaram ao seu de Juzarte, com Brasão passado a 6 de Agosto de 1484, ficando, alegadamente, a chamar-se Gonçalo Pires Juzarte da Bandeira. Mais graças não alcançou de El-Rei do que o foro de Escudeiro Fidalgo da Casa Real e, no tocante ao interesse, a 7 de Agosto de 1484 teve Carta de Privilégio e mais só o ofício de Juiz dos Órfãos de Besteiros.
As Armas concedidas a Gonçalo Pires Bandeira e usadas por seus descendentes são: de vermelho com uma bandeira quadrada de ouro, perfilada de prata, carregada de um leão de azul, armado e lampassado de vermelho, hasteada de ouro; timbre: a bandeira do escudo.

## Casamento e descendência
Casou com Violante Nunes da Costa (c. 1465 - d. 1530), Senhora da Quinta de Fráguas, filha de Fernão Nunes da Costa (c. 1434 - ?), que Cristóvão Alão de Morais diz irmão de João Nunes da Costa, acrescentando que viveu no Quintal, em Besteiros, e foi pai doutro Fernão Nunes da Costa, que o mesmo autor diz ter sido morador no Lugar de Fráguas, pessoa de conhecida Nobreza, ter casado em Fráguas e sido pai de Violante Nunes da Costa; a cronologia, contudo, indicia tratar-se do mesmo Fernão Nunes da Costa, que terá vivido no Quintal e casado com a Herdeira da vizinha Quinta de Fráguas, que o mesmo autor diz chamar-se Violante Nunes Cardoso e filha de Francisco Nunes Cardoso, Senhor da Quinta de Fráguas, e de sua mulher ..., e neta paterna de Francisco Nunes Barreto, Comendador de Castelões na Ordem de Cristo e Veador da Rainha D. Leonor de Portugal, e de sua mulher Bertoleza de Figueiredo, Senhora da Quinta do Telhado em Besteiros, mas que Manuel José da Costa Felgueiras Gaio diz ser neta paterna de Fernão Nunes Cardoso e de sua mulher Bartoleza/Bertoleza de Figueiredo; de sua mulher teve um filho e pelo menos três filhas:
- Filipe Bandeira ou Bandeira da Costa, Juiz dos Órfãos de Besteiros e Senhor da Quinta de Fráguas por casar neste Lugar com sua prima Brites ou Mécia da Costa, filha de Nicolau Vaz de Macedo, Capitão-Mor das Armadas, e de sua mulher Mécia da Costa, filha de Fernando Álvares Cardoso e de sua mulher Beatriz Nunes, Senhora do Morgado da Lageosa, junto a Viseu, que instituiu Pedro Anes Homem, com geração, hoje extinta na varonia[3][10]
- Bartoleza ou Bertoleza Bandeira, casada no Outeiro com Sebastião Aranha Maldonado, filho de Álvaro Fernandes Aranha (o qual era filho ilegítimo de Gonçalo Pereira, que outros chamam Galeote Pereira, Comendador de Castelões na Ordem de Cristo, filho de Fernão Pereira, 3.º Senhor da Terra de Santa Maria da Feira, e de sua mulher Ana Aranha Maldonado, que era mulher Nobre de Besteiros) e de sua mulher Leonor Lopes do Amaral ou Mariana do Amaral, com geração[3][10]
- Filipa Bandeira, casada em Cinfães, junto a Lamego, com João Rodrigues Malheiro de Melo, irmão do Bispo D. Pedro ou Pero Malheiro, com geração[3][10]
- Mais quatro filhas, sem descendência, e todas tiveram tenças não muito largas de El-Rei, uma delas:[3][10]
- Isabel Bandeira, casada com António Luís (do qual teve Roque Bandeira e António Bandeira, sem geração)[3][10]